# 楊徽之
楊徽之（921年—1000年），字仲猷，建州浦城（今屬福建）人。
世代習武，至父輩楊澄時才開始讀書。幼時刻苦讀書，酷好吟詠，與同鄉江文蔚、江為齊名。曾官翰林侍讀與侍講學士。藏書甚富，死後贈予外孫宋綬。

## 延伸阅读
[在维基数据编辑]
 《宋史/卷296》，出自脱脱《宋史》